# فوندي كورتيس هول
فوندي كورتيس هول (بالإنجليزية: Vondie Curtis-Hall)‏ مواليد 30 سبتمبر 1956 في ديترويت، هو ممثل ومخرج وكاتب سيناريو أمريكي.

## الأعمال
- لمعان
- موت قاسي 2
- أسهم مكسورة
- روميو + جولييت
- الملازم السيئ ميناء الدعوة - نيو أورليانز
- ديرديفيل
- مختبر

## روابط خارجية
- فوندي كورتيس هول على موقع IMDb (الإنجليزية)
- فوندي كورتيس هول على موقع قاعدة بيانات الأفلام العربية
- فوندي كورتيس هول على موقع ألو سيني (الفرنسية)
- فوندي كورتيس هول على موقع ميوزك برينز (الإنجليزية)
- فوندي كورتيس هول على موقع أول موفي (الإنجليزية)
- فوندي كورتيس هول على موقع قاعدة بيانات برودواي على الإنترنت (الإنجليزية)
- فوندي كورتيس هول على موقع قاعدة بيانات الأفلام السويدية (السويدية)
- فوندي كورتيس هول على موقع إن إن دي بي (الإنجليزية)
- فوندي كورتيس هول على موقع ديسكوغز (الإنجليزية)
- فوندي كورتيس هول على موقع قاعدة بيانات الفيلم (الإنجليزية)